# Fordovo divadlo
Fordovo divadlo (anglicky Ford’s Theatre) ve Washingtonu, hlavním městě USA, bylo otevřeno roku 1863. Dne 14. dubna 1865 v něm byl spáchán atentát na amerického prezidenta Abrahama Lincolna.
Nachází se na adrese 511 10th St, NW. Budova byla postavena v roce 1833 jako baptistická svatyně. V roce 1861 se kongregace přestěhovala a John Thompson Ford zde zřídil divadlo. Dne 14. dubna 1865 navštívil prezident Lincoln představení hry Toma Taylora Náš americký bratranec. Herec John Wilkes Booth, který v občanské válce podporoval Jižany, vnikl do prezidentské lóže a vystřelil na Lincolna, zraněný prezident byl pak přenesen do nedaleké budovy Petersen House, kde následujícího rána skonal.
Po atentátu vláda zakázala pořádat v domě zábavné produkce, vyplatila Fordovi odstupné a zřídila zde kanceláře ministerstva obrany a muzeum vojenské medicíny. Při rekonstrukci v roce 1893 došlo ke zřícení části budovy, při níž zahynulo 23 osob. Roku 1932 získalo Fordovo divadlo označení National Historic Site, v té době je využívala Správa národních parků. Senátor Milton Young prosadil navrácení objektu původnímu účelu a nové divadlo bylo slavnostně otevřeno 30. ledna 1968. V roce 2009 proběhla další rekonstrukce, po níž má divadelní sál kapacitu 665 míst.